# Mannophorus forreri
Mannophorus forreri är en skalbaggsart som beskrevs av Bates 1885. Mannophorus forreri ingår i släktet Mannophorus och familjen långhorningar. Inga underarter finns listade i Catalogue of Life.